# Alex Ceaușu
Alex Ceaușu (n. 8 martie 1983, București, România) este un regizor român. Performanțele sale l-au clasat în topul celor mai bine cotați regizori de videoclipuri muzicale din România, având în vedere numeroase colaborări cu artiști, dar și alte tipuri de producții video.

## Biografie

### Educație
Până în jurul vârstei de 20 de ani, nimic nu prevedea succesul pe care acesta îl va avea în lumea producțiilor video, tânărul Ceaușu fiind un pasionat al cifrelor. A urmat cursurile Colegiul Economic Virgil Madgearu, iar apoi și-a luat licența în cadrul Academiei de Studii Economice, unde a urmat și un master în “Agrobusiness”. Însă, când toată lumea se aștepta să devină un economist serios, viața lui a luat o turnură neașteptată, Alex Ceaușu descoperind muzica și lumea artelor.
Astfel că, la 21 de ani a învățat să cânte singur la pian, după ureche cum îi place să spună, reușind să uimească pe toată lumea. Deși nu are studii de specialitate, talentul său nativ nu poate trece neobservat, iar cea mai bună dovadă este chiar faptul că o bună perioadă de timp, Alex Ceaușu s-a întreținut din lecții de canto și pian pe care le oferea copiilor. 

### Începuturile
Un an mai târziu, pune bazele unei Case de Discuri, alături de un asociat și editează o colecție de muzică românească ușoară ce se vinde peste așteptări. Din banii câștigați, își cumpără prima cameră de filmat digitală (Canon XL 2) și 3 reflectoare, cu care începe să filmeze primele sale „clipuri”. Prima „producție” îl are ca personaj principal, fiind o filmare pe care și-a făcut-o singur și pe care a montat-o pe una dintre melodiile lui Robbie Williams.  
„Primul clip l-am făcut cu mine, puneam camera pe pământ și mă filmam, apoi toate cadrele le-am montat pe o piesă a lui Robbie Williams. Așa am descoperit pasiunea pentru regie”, povestește Alex Ceaușu. 

### Primul videoclip
Povestea lui poate fi oricând un exemplu al faptului că prin multă muncă și determinare, visele devin realitate, căci Alex Ceaușu nu s-a lăsat până când nu a ajuns acolo unde și-a dorit. Primul videoclip ce poartă semnătura lui este cel al piesei „În anii ce au trecut”, aparținând celei mai cunoscute formații de hip-hop din România, B.U.G. Mafia, pe care Alex l-a realizat în 2009. Consacrarea lui a venit la scurt timp, odată cu videoclipul Fly Project - „Mandala”, una dintre cele mai de succes trupe românești.

## Carieră cu artiști celebri

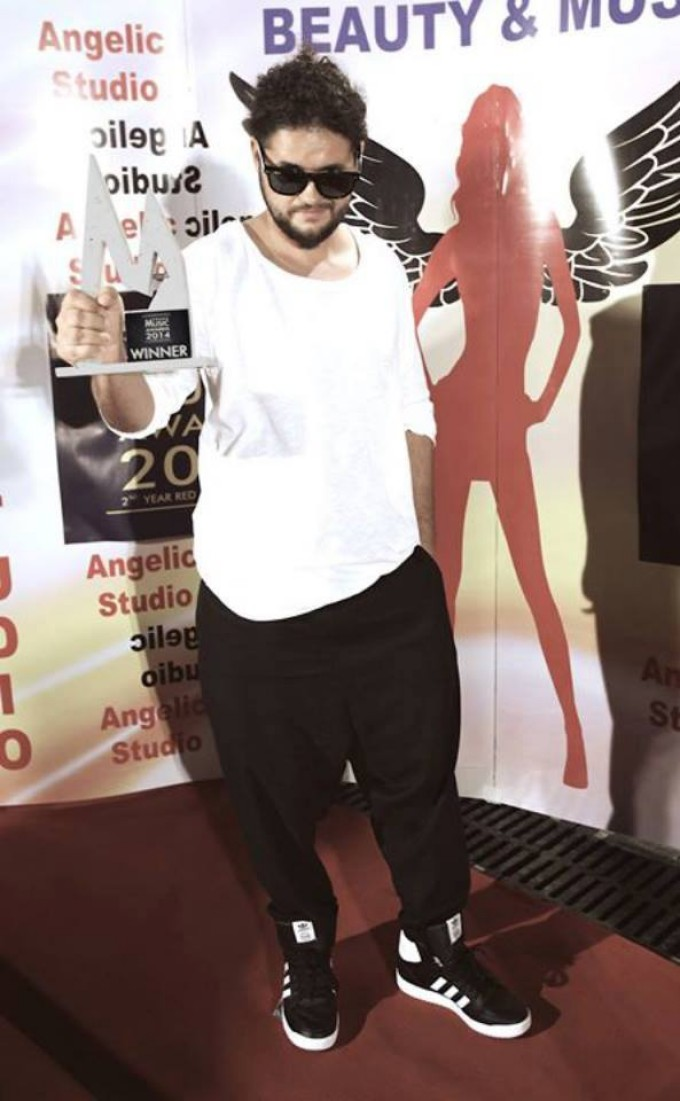
Alex Ceaușu a primit de două ori la rând distincția de „cel mai bun regizor” din România

Pasiunea pentru regie îl face pe Alex Ceaușu să renunțe complet la lumea cifrelor și să se dedice producției, în 2008 luând naștere Ador Media, casa de producție sub egida căreia realizează peste 350 de videoclipuri, colaborând cu toate marile case de discuri.
În mai puțin de 7 ani de activitate, Ceaușu semnează producții pentru artiști mari din România, dar și de peste hotare, printre clienții săi numărându-se: Fly Project, B.U.G. Mafia, Andra, Holograf, Anda Adam, Loredana Groza, Dan Bittman, Cristi Minculescu, Delia, Antonia, Lora, Otilia, Alex Velea, What's Up, Florin Salam, Andreea Bălan, Direcția 5, Andreea Bănică, Connect-R, Misha, Anna Lesko, George, Elena Gheorghe, Marcel Pavel, Dj Sava, Alina Eremia, Nicole Cherry, Bere Gratis, Paula Seling, Trupa Zero, Markus Schulz, Mohombi, Nyanda, Tony Cottura, Rico Caliente, Big Ali, L'Algerino, Tony T, Sukhbir, Dru, Shazelle, Dina Gabri, Hevito, Last Night, Ellie White, Maxim, Bogdan Vlădău, Dorian Popa, Adela Popescu, Keo, Naguale, La Familia, Sisu, Puya, Guess Who, Grasu XXL, Maximilian, Cabron, F.Charm, Jo, Raluka, Shift, Sunrise Inc, Andreea D, Laurențiu Duță, Costi Ionita, Randi, Carmen, Phelipe, Mandinga, DJ Project, Oana Radu, Alb Negru, Gipsy Casual, Vali Bărbulescu, Andreea Antonescu, Dony, Nick Kamarera, Pavel Stratan, Sasha Lopez, Rashid, Radu Sîrbu, Akord, Tania Cergă, Sonny Flame, Simona Nae, John Rivas, Omar, Letty, Bibi, Xonia, Ralflo, Yolo, Nico, Party Collective, Dianna Rotaru, Yoyo, dar și mulți alții.

## Premii
Viziunea artistică inedită, tehnica aparte, dar și scenariile ce spun de fiecare dată o poveste îi aduc lui Alex Ceaușu renumele de “cel mai bun regizor din România”, titlu pe care și l-a adjudecat doi ani la rând în cadrul Galelor de specialitate și premiul pentru cel mai bun clip al anului în 2014 ( Dj Sava feat Raluka & Connect R - Aroma ).
2015 îi aduce lui Alex Ceaușu o colaborare inedită, regizorul semnând prima producție pentru Markus Schulz, unul dintre cei mai bine cotați DJ din întreaga lume. Videoclipul “Facedown” un featuring Markus Schulz cu trupa românească Soundland este un clip de promovare al României.